# Benzisothiazolinone
La benzisothiazolinone est un biocide très répandu faisant partie du groupe d'isothiazolinone. Utilisé comme agent conservateur dans la peinture, la lessive, le vernis et l´adhésif, elle a un effet fongicide.